# Holigarna kurzii
Holigarna kurzii là một loài thực vật có hoa trong họ Đào lộn hột. Loài này được King mô tả khoa học đầu tiên năm 1896.